# Bernard Kręczyński
Bernard Ryszard Kręczyński (ur. 2 marca 1950 w Stargardzie) – polski kolarz.
Kolarstwem zainteresował się w latach 60. pod wpływem swojego wujka Bernarda Pruskiego, również kolarza – uczestnika Wyścigu Pokoju w latach 1957–1958. Pierwszym jego klubem był LKS Pomorze Stargard w Stargardzie. Potem trenował w Gryfie Szczecin pod kierunkiem trenera Waldemara Mosbauera.

## Sukcesy torowe
- 6-krotny mistrz Polski w kolarstwie torowym: 4 km drużynowo (1971, 1973, 1977), wyścig dwójkami "amerykan" (1971, 1973, 1981).
- 4-krotny wicemistrz Polski w kolarstwie torowym: 4 km indywidualnie (1971), wyścig dwójkami "amerykan" (1975, 1977, 1978).
- 3-krotny brązowy medalista Mistrzostw Polski: wyścig długodystansowy 50 km (1971, 1972), wyścig dwójkami "amerykan" (1974).

Po tych sukcesach znalazł się w reprezentacji polskiej na Igrzyskach Olimpijskich w 1972 roku, gdzie startował w wyścigu drużynowym na 4 km na dochodzenie i zajął wraz z drużyną 4. miejsce (w drużynie byli Bernard Kręczyński, Paweł Kaczorowski, Janusz Kierzkowski, Mieczysław Nowicki).
Został ponownie powołany na Mistrzostwa Świata w 1973, gdzie zajął 4. miejsce na 4 km indywidualnie.

## Sukcesy szosowe
Uprawiał również kolarstwo szosowe, był między innymi kapitanem polskiej ekipy w Wyścigu Pokoju w 1974 roku, gdzie poprowadził biało-czerwonych drużynę do zwycięstwa. Był to zespół złożony z debiutantów i aż 5 kolarzy LZS. Po porywającej walce Polacy triumfowali w obu klasyfikacjach.
Po zakończeniu czynnej kariery sportowej pełnił w latach 80. funkcję trenera w Berlinie Zachodnim. Obecnie mieszka w Berlinie.